# Anari
O queijo Anari é um queijo leve, produzido no Chipre. Embora menos conhecido do que outro famoso queijo cipriota, o halloumi, começou a ganhar popularidade recentemente. Um dos principais produtores da ilha ganhou uma medalha de prata em 2005 no "World Cheese Awards", na Grã-Bretanha.

## Produção
O soro do leite em geral é um sub-produto no processo de produção de outros queijos, incluindo o halloumi e o kefalotyri. O soro é aquecido gradualmente a 65oC em uma tigela grande. Uma pequena quantidade de leite de cabra ou ovelha (5-10%) pode ser adicionada nesta temperatura, a fim de melhorar a qualidade final do produto. A temperatura então é aumentada até o ponto de ebulição, enquanto a mistura é mexida. A 80-85 oC, pequenos coalhos começam a se formar e são removidos da superfície com uma escumadeira ou um passador. Eles são colocados em um recipiente que permite a drenagem futura, depois cortados em cubos de aproximadamente 10 cm. Excluindo a drenagem, esse processo dura em média 1 hora.

## Variantes
Nesta forma simples, descrita acima, o anari tem aparência de giz branco e consistência muito macia, similar aos queijos mizithra, cottage e ricota. Geralmente adiciona-se sal ao produto, que é seco com um aquecimento leve e maturação, a fim de criar uma variante extremamente dura e não perecível.

## Usos culinários
- Deve ser consumido logo após sua produção, fresco. Os locais o consomem no café da manhã, misturado com xaropes ou mel
- Bourekia é um prato cipriota tradicional de massa, com vários recheios à base de anari
- Cheesecakes são similares ao bourekia, mas com cobertura
- O anari seco é muito duro para ser cortado, sendo usado mais como acompanhamento para massas ou molhos mais espessos

## Fatos nutricionais
Cem gramas de anari fresco têm uma composição típica de:
| Gordura       | 15g     |
| Carbohidratos | 2g      |
| Proteínas     | 11g     |
| Energia       | 195kcal |
| Colesterol    | 80 mg   |